# Pellín Rodríguez
Pedro Rodríguez de Gracia (4 de diciembre de 1926 – 31 de octubre de 1984), más conocido como Pellín Rodríguez, fue un cantante de salsa. Pellín fue un miembro original del grupo musical El Gran Combo y visitó con ellos varias partes de Europa y Latinoamérica, obteniendo fama y popularidad como cantante. 

## Carrera musical

### Primeros años
En 1947, Rodríguez fue contratado por Noro Morales para que ingrese a su orquesta. Durante finales de 1940 e inicios de 1950, Pellín Rodríguez se había presentado en prestigiosos locales de bailes en la Ciudad de Nueva York como el Palladium Ballroom, Paramount Theater y China Doll Club, al lado de artistas como Xavier Cugat, José Curbelo y Tito Puente.
En 1954, Rodríguez grabó varios sencillos con la banda de Al "Alfredito" Levy (Alfredito and His Orchestra), estos sencillos serían compilados en unos cuantos EPs y LPs.
Rodríguez también figura como escritor de la canción Saoco, grabado por Cortijo Y Su Combo en 1955.
A mediados de 1950, Rodríguez se fue a Chicago ingresando a la Orquesta Nuevo Ritmo de Cuba, dirigida por Armando Sánchez.
Ya en 1960, Pellín regresó a Puerto Rico y tocó con La Orquesta Tropicana de Rafael Elvira, más tarde se iría por un corto tiempo a la orquesta de Noro Morales para finalmente unirse a El Gran Combo.

### El Gran Combo
Después de que Cortijo y su Combo se separa en 1962, algunos de sus miembros se juntaron y fundaron El Gran Combo. Pellín se les unió y compartió voces con Andy Montañez.
Con este grupo, Pellín visitó muchas partes de Europa y América Latina, obteniendo fama y popularidad como cantante. Rodríguez grabó 100 canciones con El Gran Combo, apareciendo en 20 álbumes de estudio con ellos. Rodríguez también aparece en 20 discos recopilatorios del grupo.
Durante su década con El Gran Combo, el grupo disfrutó éxito comercial recibiendo varios premios y reconocimientos internacionales. Entre ellos un par de Discos de oro.
En septiembre de 1972, El Gran Combo lanzó el álbum Por El Libro. Este sería la última grabación de Rodríguez con el grupo. Durante los ensayos de En Acción, el líder del grupo, Rafael Ithier descubrió que Pellín había firmado un contrato con Borinquen Registros. Pellín le dijo a Ithier que solo se iría a grabar un álbum de boleros y que luego regresaría a seguir cantando guarachas con El Gran Combo. Ithier sentía que no era una buena idea y no estaba dispuesto a tomar aquel riesgo de tener a Pellín Rodríguez como miembro de El Gran Combo y a la vez ser cantante solista. Ithier le sugirió a Pellín que deje el grupo y comience su carrera como solista.

### Carrera como solista en Borinquen Records
El primer álbum en esta disquera fue Amor por Ti, este se grabó en dos semanas y fue lanzado en abril de 1973. El álbum fue un éxito logrando ganar un Disco de oro y un Disco de platino. Durante el tiempo que Rodríguez estuvo con Borinquen Records, se grabaron seis álbumes de estudio que también aparecieron en varios álbumes recopilatorios de la disquera. La mayoría de los arreglos musicales de Rodríguez en Borinquen Records estuvieron a cargo de Bobby Valentín y su orquesta.

### Nuestra Orquesta La Salsa Mayor
En 1978, la mayoría de los músicos que integraban la orquesta de Oscar D'León, fueron hacia Pellín con el fin de unirse a su banda. Rodríguez aceptó y se trasladó a Venezuela. Esta nueva banda se llamó Nuestra Orquesta La Salsa Mayor. Para su primer álbum, Rodríguez compartió voces con Leo Pacheco y Carlos El Grande (Calixto Ferrer Pérez). En 1979, lanzaron un segundo álbum en donde Pellín compartió voces con Leo Pacheco y Freddy Nieto, este último reemplazó a Carlos El Grande.
Cabe mencionar que fue en este grupo cuando invita a unirse a un jovencísimo Gilberto Santa Rosa quien fue descubierto y lanzado a la fama por Rodríguez.

### Andy & Pellín
Después de tocar con Nuestra Orquesta La Salsa Mayor, Pellín dejó la banda y unió fuerzas con un viejo compañero de El Gran Combo, Andy Montañez. En el mismo año lanzaron el álbum "Encuentro Cercano De Dos Grandes" Andy & Pellín. La canción principal del álbum (Alacrán) fue una respuesta directa a un comentario sarcástico hecho en una canción de El Gran Combo. La canción se lanzó luego de que Montañez dejara El Gran Combo.

### Reflexiones pasadas
En 1981, Rodríguez grabó su último álbum de estudio como artista en solitario, llamado Reflexiones pasadas. El álbum estuvo producido y dirigido por el renombrado pianista y arreglista Jorge Millet. Este fue el último trabajo de Millet antes de que falleciera.

### El Combo Del Ayer
En 1982, bajo la iniciativa de Johnny "El Bravo" López, unos cuantos exmiembros de El Gran Combo se reunieron con el fin de formar un grupo con el nombre de El Combo Del Ayer. Entre ellos se encontraban Pellín Rodríguez, Elías Lopes, Roberto Roena, Milton Correa y Martín Quiñónez. Ellos lanzaron tres grabaciones de estudio y visitaron varios países entre 1982 y 1984. El grupo se desintegró después del fallecimiento de Pellín Rodríguez en octubre de 1984.

## Vida personal
Pellín conoció en Nueva York, a una joven que trabajaba como secretaria de la compañía American Express llamada Elba López Pérez. Pellín y Elba se casaron en 1951 y tuvieron a su primer hijo en 1953 a quien nombraron Pedro. En 1954 Elba dio nacimiento a su segundo hijo, Michael, en Puerto Rico. A mediados de 1950, Rodríguez se fue con su familia a Chicago, ahí Elba tuvo a su tercer hijo llamado Tommy. En 1960, Rodríguez se fue con su familia a Puerto Rico. Pellín y su mujer compraron una casa en la ciudad de Bayamón.
En junio de 1984, justo unos cuantos meses antes de su fallecimiento, Rodríguez tuvo un concierto en Puerto Rico donde celebraba su 45.º aniversario en el mundo de la música. Unas cuantas canciones de este concierto aparecen en el álbum Los 45 Años De Pellín Rodríguez.
Pellín Rodríguez falleció el 31 de octubre de 1984 en San Juan, Puerto Rico después de sufrir un hemorragia cerebral a la edad de 57 años. Antes de fallecer, él pudo presenciar la graduación de su primogénito, Pedro Rodríguez, quien obtuvo el grado de maestro en ingeniería mecánica de la Universidad de Alabama mientras trabajaba en la NASA. Pedro se convirtió en el director de un laboratorio de prueba en la NASA e inventó un portátil, batería-asiento de ascensor operado para las personas que sufren de artritis en la rodilla.
Puchi falleció en agosto de 2017 a causa de una explosión mientras reparaba su Yate. 
A Pellín Rodríguez le sobreviven sus hijos Pedro, Michael, Geysha y Peter y sus nietos Kenny, Terry, Marilyn, Pedro Ivan Jr., Tommy Jr., Elisa, Carla, Brianna, Bryan, y Caden Rodríguez.

## Legado
Puerto Rico ha honrado la memoria de Pellín Rodríguez al nombrar una calle en Santurce después de su fallecimiento. En Villa Palmeras, barrio de Santurce, hay un lugar llamado "Plaza De Los Salseros", ahí se puede encontrar una estatua y una placa dedicada a la memoria de Pellín Rodríguez.

## Discografía

### Álbumes de estudio
Como solista
- 1973: Amor Por Ti
- 1973: La Salsa De Borinquen En Navidad Volumen II (Various Artists)
- 1973: Navidad (Con Davilita, Felipe Rodríguez y El Sexteto Borinquen)
- 1973: Quémame Los Ojos
- 1974: La Protesta De Los Reyes (Con Davilita, Felipe Rodríguez y El Sexteto Borinquen)
- 1974: Album 3
- 1974: La Salsa Es De Borinquen En La Navidad Vol.4 (Various Artists)
- 1975: Recordar Es Morir
- 1975: De Parranda En Navidad
- 1976: Aventurera
- 1979: "Encuentro Cercano De Dos Grandes" Andy & Pellín (Con Andy Montañez)
- 1981: Reflexiones Pasadas
- 1985: Los 45 Años De Pellín Rodríguez

| Con El Gran Combo - 1963: De Siempre - 1964: Acángana - 1964: Ojos Chinos: Jala Jala - 1965: El Caballo Pelotero - 1966: El Swing del Gran Combo - 1966: En Navidad - 1967: Maldito Callo - 1967: Esos Ojitos Negros - 1967: Fiesta Con El Gran Combo - 1967: Boleros Románticos - 1967: Boogaloos Con el Gran Combo - 1967: ¿Tu Querías Boogaloo?, ¡Toma Boogaloo! - 1968: Pata Pata, Jala Jala y Boogaloo - 1968: Tangos Por El Gran Combo - 1968: Los Nenes Sicodélicos - 1968: Latin Power - 1968: Smile! It's El Gran Combo - 1969: Este Si Que Es - 1970: Estamos Primeros - 1971: De Punta A Punta - 1972: Por El Libro | Con El Combo del Ayer - 1983: El Encuentro - 1983: Aquel Gran Encuentro - 1984: 20 Años Después...El Pasado Convertido En Presente… Álbumes especiales - 1949:Rhumba With Noro Morales And His Orchestra (Con Noro Morales And His Orchestra) - 1954: Cha Cha Cha Mambo (Con Alfredito And His Orchestra) - 1955: Mambos For Dancing (Con Alfredito And His Orchestra) - 1959: The Heart Of Cuba (Con la Orquesta Nuevo Ritmo De Cuba) - 1978: ...De Frente y Luchando...! (Con Nuestra Orquesta La Salsa Mayor) - 1979: Un Sello De Garantía (Con Nuestra Orquesta La Salsa Mayor) |